# Конвергентна границя
Конвергентна лінія — лінія по якій відбувається зіткнення літосферних плит. Є активним деформаційним простором, в якому дві (або більше) тектонічні плити і фрагменти літосфери рухаються в напрямку одна до одної, і стикаються. Результатом тиску, тертя і плавлення матеріалу плит в мантії є землетруси та виверження вулканів поблизу лінії.
Коли дві плити стикаються, вони утворюють зони субдукції або
Колізію континентів.
|  |  |  |

Можливо три варіанти:
Континентальна плита з океанічною.
Океанічна кора щільніше, ніж континентальна і занурюється під континент в зоні субдукції.
Океанічний жолоб утворюється там, де океанічна плита субдуціюється під материкову плиту. При зануренні плити в зоні субдукції, більша частина води, що міститься в породах океанічної плити входить у реакції дегідратації (зневоднення). Додавання води в мантію, де триває процес розігріву, від зіткнення плит, є причиною утворення магми, яка, в свою чергу при піднятті, утворює вулкани. Це відбувається на глибині, приблизно від 70 — 80 миль нижче земної поверхні.
При цьому часто відбувається орогенез, файний приклад Чилійський жолоб й Анди.
У рідкісних випадках відбувається насування океанічної кори на континентальну — обдукція. Завдяки цьому процесу виникли офіоліти Кіпру, Нової Каледонія, Оман, та інші.
Океанічна плита з океанічною.
Зони субдукції утворюються на конвергентній лінії, коли одна або обидві тектонічні плити складаються з океанічної кори. Океанічні плити щільніші і тому субдуціюють під менш щільну плиту, яка може мати або континентальну або океанічну кору. Коли обидві плити складаються з океанічної кори, лінії конвергенції утворюють острівні дуги, на кшталт Соломонових островів.
Континентальна плита з континентальною.
Через те що обидві плити занадто легкі для субдукції, відбувається колізія — виникає потужна складчаста область.

## Приклади
- Зіткнення Євразійської плити та Індостанської плити, утворили Гімалаї.
- Субдукція в північної частини Тихоокеанської плити під північно-західну частину Північноамериканської плити утворює Алеутські острови.
- Субдукція Плити Наска під Південноамериканську плиту утворила Анди.
- Субдукція Тихоокеанської плити під Індо-Австралійську плиту і навпаки утворюють комплекс границь трансформаційний розлом/субдукції від Нової Зеландії до Нової Гвінеї.
- Колізія Євразійської плити і Африканської плити утворила Понтійські гори в Туреччині.
- Маріанський жолоб
- Субдукція плити Хуан-де-Фука під Північноамериканську плиту.

## Інші типи границь
- Дивергентна границя
- Трансформний розлом